# Oligoryzomys eliurus
Oligoryzomys nigripes là một loài động vật có vú trong họ Cricetidae, bộ Gặm nhấm. Loài này được Wagner mô tả năm 1845.